# Schermenbeurs
Een schermenbeurs is een effectenbeurs waar de handel niet door menselijke tussenpersonen (zoals hoekmannen) op de handelsvloer wordt afgehandeld, maar volledig elektronisch (via een computersysteem en computerschermen). De eerste dergelijke beurs was de Amerikaanse NASDAQ, maar ook de Amsterdamse effectenbeurs is tegenwoordig een schermenbeurs. Waar de menselijke tussenpersonen vaak meer deden dan alleen orders uitvoeren (namelijk actief vraag en aanbod matchen, eventueel door zelf posities in te nemen in minder liquide fondsen) zijn die extra taken op een schermenbeurs deels overgenomen door zogeheten liquidity providers, bedrijven die verplicht zijn steeds voldoende koop- en verkooporders te plaatsen voor fondsen die niet erg liquide zijn, zodat iedereen die dat wil daarin kan handelen zonder dat de koers te veel fluctueert. Als tegenprestatie hoeven die liquidity providers geen transactiekosten te betalen over die orders. De New York Stock Exchange heeft sinds 2005 een hybride model, waarbij order zowel via de schermen kunnen worden afgehandeld als via tussenpersonen (specialists) op de handelsvloer.